# Jisaburō Ozawa
Pour les articles homonymes, voir Ozawa.
Jisaburō Ozawa  (小澤 治三郎, Ozawa Jisaburō, 2 octobre 1886 - 9 novembre 1966) était un officier général de la Marine impériale japonaise, pendant la guerre du Pacifique, qui a occupé plusieurs importants commandements à la mer, pendant toute la durée du conflit (flotte expéditionnaire du Sud, 3e flotte, 1re flotte mobile). Connu pour ses idées novatrices dans la tactique d'emploi des porte-avions, il n'a pas pu, dans ses commandements les plus importants, à partir de 1943, réussir à surmonter la supériorité de l'aviation embarquée américaine, sur le plan quantitatif et qualitatif des bâtiments et des avions, et sur le plan de la formation et de l'expérience des pilotes.

## Biographie
Jisaburō Ozawa est né en 1886 dans le district de Miyazaki, région rurale du comté de Koyu, sur l'île de Kyūshū, au Japon.

### Avant la guerre du Pacifique
Diplômé en 1909 de l'Académie navale impériale du Japon dans la 37e promotion, classé 45e sur 179 élèves, il effectue son service d'aspirant (midship, (Shōi Kōhosei), sur le croiseur protégé Soya ex-russe Varyag, sur le cuirassé pré-dreadnought Mikasa, sur le croiseur cuirassé Kasuga. Nommé enseigne de 2e classe (Shōi), fin 1910, et promu enseigne de 1re classe (Chūi) fin 1912, il sert sur le destroyer Arare, le croiseur de bataille Hiei, et le croiseur Chitose. Promu lieutenant de vaisseau (Daii) fin 1915, il sert sur le cuirassé pré-Dreadnought Kawachi. Il se spécialise à l'École de torpillage, sert sur le destroyer Hinoki, obtient son diplôme de l'École de guerre navale (19e promotion) en 1921. Promu capitaine de corvette (Shōsa) le 1er décembre 1921, il embarque sur le destroyer Take, puis rejoint l'état-major du district de garde de Mako. Il sert ensuite sur les destroyers Shimakaze et DD-3 (Asakaze). Il sert comme officier torpilleur sur le Kongō en 1925, puis rejoint l'état-major de la 1re flotte. Il est promu capitaine de frégate (Chūsa) le 1er décembre 1926. Il rejoint le district naval de Yokosuka en 1927, puis est instructeur à l'École de torpillage ou à l'École de canonnage, où il retrouve le croiseur cuirassé Kasuga en 1928-1929. Pendant un an, en 1930, il visite les États-Unis et l'Europe et est promu capitaine de vaisseau (Daisa) le 1er décembre 1930. Il reçoit le commandement des 1er, 4e, 11e groupes de destroyers. Il enseigne, de 1932 à 1934, à l'École de guerre navale et à l'École de guerre de l'Armée japonaise. À la fin de 1934, il reçoit le commandement du croiseur lourd Maya, et l'année suivante du cuirassé rapide Haruna.
Le 1er décembre 1936, il est promu contre-amiral. Il enseigne à l'École de guerre navale en 1936, puis il occupe divers postes d'état-major, y compris comme chef d'état-major de la flotte combinée en 1937. Fin 1937, il prend le commandement de la 8e division de croiseurs (les croiseurs Nagara, Sendai et Jintsu), puis, fin 1939, de la 1re escadre aérienne, c'est-à-dire la 1re division de porte-avions (porte-avions Akagi et Kaga). Il a été l'un des principaux concepteurs des tactiques d'emploi de l'aéronautique navale japonaise. Il a été le premier officier de haut rang à recommander que les forces de porte-avions soit rassemblées dans une flotte aérienne afin qu'elles puissent s'entraîner et combattre ensemble. Le 1er novembre 1940, il prend le commandement de la 3e division de cuirassés (les Kongō et Haruna, Hiei et Kirishima).
Il est promu vice-amiral le 15 novembre 1940. En juin 1941,il est nommé directeur de l'École de guerre navale.

### Seconde Guerre mondiale

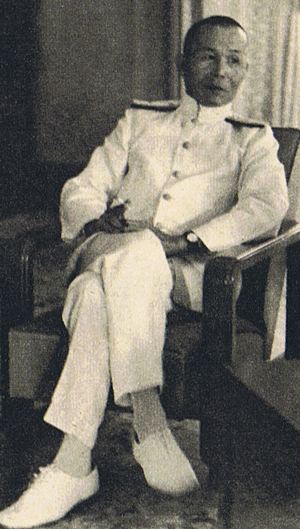
Le vice-amiral Ozawa, Commandant en chef de la flotte expéditionnaire du Sud, le 16 novembre 1941 à Saïgon.

#### Pendant l'offensive japonaise en Asie du Sud-Est
Le vice-amiral Ozawa est nommé, le 18 octobre 1941, commandant en chef de la flotte expéditionnaire du Sud, ce qui lui donne la responsabilité des opérations navales dans la mer de Chine du Sud. Il couvre, dans cette position, après l'attaque de Pearl Harbor, l'invasion de la Malaisie. De janvier à mars 1942, sa flotte est impliquée dans l'invasion de Java et de Sumatra. Le 1er mars 1942, la flotte expéditionnaire du Sud est rebaptisée 1re flotte expéditionnaire du Sud. Début avril 1942, au moment où le vice-amiral Nagumo va lancer le raid sur Ceylan contre la flotte britannique d'Orient (Eastern Fleet), le vice-amiral Ozawa, qui a mis sa marque sur le Chokai, a commandé un raid contre le trafic commercial allié dans le golfe du Bengale. Avec la participation des quatre croiseurs lourds de la 7e division de croiseurs (la classe Mogami) aux ordres du vice-amiral Kurita, du porte-avions Ryūjō, d'un croiseur léger et de quatre destroyers, plus de vingt transports, totalisant plus de 130 000 tonneaux sont arraisonnés et coulés. Ce résultat obtenu, en trois jours, est du même ordre de grandeur que celui qu'a obtenu l'amiral Lütjens dans l'océan Atlantique (opération Berlin) en mars 1941, lorsque les circonstances étaient semblables, c'est-à-dire contre des navires ne naviguant pas en convois escortés de grands bâtiments. Le 14 juillet 1942, le vice-amiral Ozawa a quitté la 1re flotte expéditionnaire du Sud, et rejoint l'état-major général de la Marine impériale.

#### À la tête de la3eFlotte (novembre 1942-mars 1944)
Quatre mois plus tard, le 11 novembre 1942, le vice-amiral Ozawa a été nommé à la tête de la 3e flotte japonaise, en remplacement du vice-amiral Nagumo appelé à des commandements à terre.
La 3e flotte rassemblait alors :
- les grands porte-avions rapides, Shōkaku et Zuikaku, qui en constituaient la 1re division de porte-avions, et n'avaient pas été présents à la bataille de Midway ;
- le porte-avions léger Zuihō[17], qui, présent à la bataille de Midway, n'avait pas participé à l'affrontement, désastreux pour les Japonais, du 4 juin 1942 ;
- les deux porte-avions de la classe Hiyō, issus de la transformation de paquebots[18], qui avaient rejoint la flotte à la mi-1942, et constituaient la 2e division de porte-avions[19], avec le porte-avions Ryūhō[20].

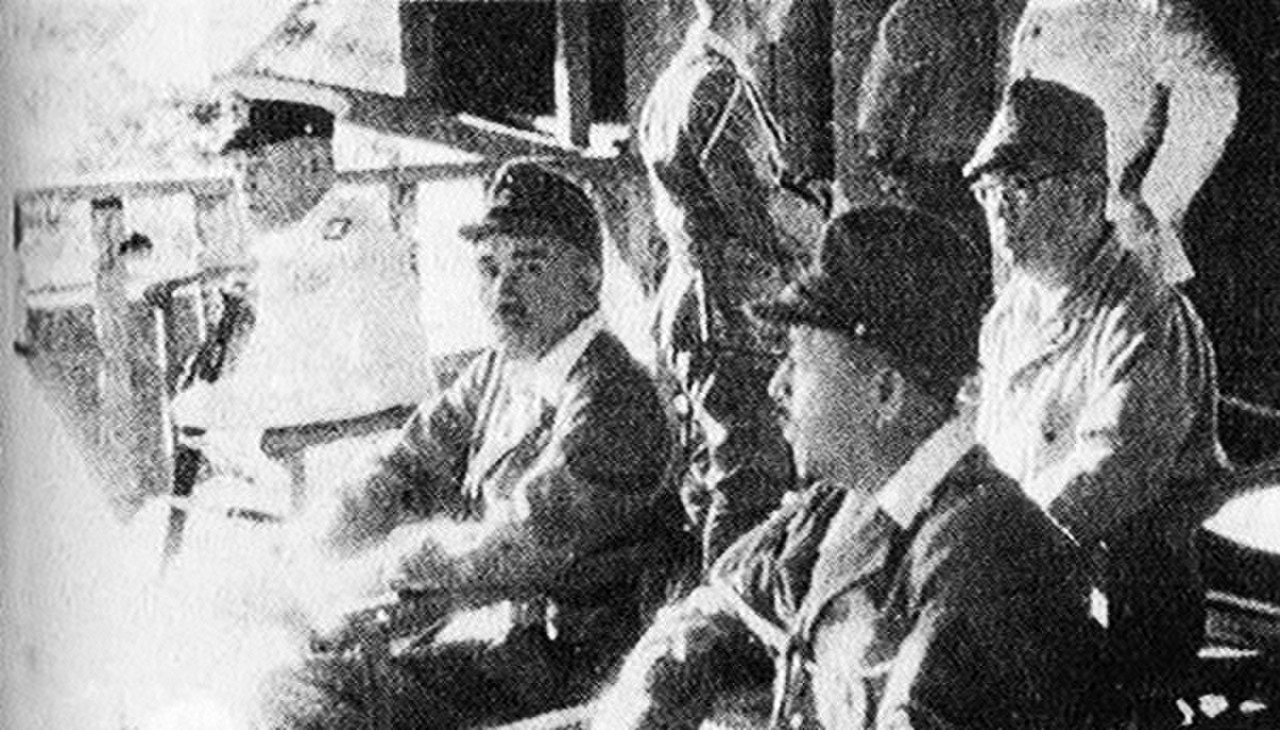
L'amiral Yamamoto (à gauche) avec le vice-amiral Kusaka (au centre) à Rabaul lors de l'opération I-Go en avril 1943

La priorité pour la Marine impériale japonaise était la construction de nouveaux porte-avions, et la formation de nouveaux pilotes, sous l'autorité de l'amiral Koga, alors commandant en chef du district naval de Yokosuka, pour remplacer les pertes subies à Midway et à la bataille des îles Santa Cruz. La 3e flotte n'a donc pas été engagée à fond, au cours de la première bataille de Guadalcanal, alors que l'USS Enterprise, qui avait été endommagé aux îles Santa Cruz, a été rapidement réparé et a pu contribuer le 13 novembre à la destruction du cuirassé rapide Hiei et le lendemain à celle du croiseur lourd Kinugasa. La 3e flotte a cependant participé à la couverture de l'évacuation des forces japonaises de Guadalcanal, en janvier 1943. En avril 1943, sur ordre de l'amiral Yamamoto, commandant en chef de la flotte combinée, de nombreux appareils de la 3e flotte ont été momentanément transférés à terre, pour participer à des bombardements depuis Rabaul, Bougainville et les îles Shortland (opération I-Go), sur Guadalcanal, Port Moresby, la baie d'Oro (devant Buna) et la baie de Milne. Les pertes y ont été sévères pour l'aviation embarquée japonaise face à l'aviation de chasse américaine.
En septembre-octobre 1943, la 3e flotte est sortie pour tenter, en vain, d'intercepter les forces américaines qui avaient effectué des raids aériens sur Tarawa, Makin, l'île de Wake et les îles Marshall. Après les bombardements américains sur Rabaul, en novembre 1943, puis sur Truk, en février 1944, la 3e Flotte s'est repliée sur le mouillage des îles Lingga, dans les eaux de Sumatra, à proximité de Singapour. Les porte-avions légers de la classe Chitose, issus de la transformation de deux transports d'hydravions, ont rallié la 3e flotte, à la fin de 1943 pour le Chiyoda, et début 1944 pour le Chitose. Ils ont constitué, avec le Zuihō, la 3e division de porte-avions.
Une réorganisation des forces navales japonaises est intervenue au début de 1944, la flotte combinée étant remplacée, comme unité opérationnelle, par la 1re flotte mobile dont le vice-amiral Ozawa a reçu le commandement. C'est aussi le moment où a été armé le grand porte-avions Taihō, qui a rejoint la 1re division de porte-avions, le 5 avril. Le 15 avril, le vice-amiral Ozawa y a transféré sa marque.

#### À la tête de la1reflotte mobile en mer des Philippines
La Marine impériale japonaise est alors capable d'aligner neuf porte-avions dans une même formation opérationnelle, plus qu'elle n'en avait jamais aligné auparavant, et ils sont dotés de près de 500 appareils, certains améliorés tels que le "Zero" modèle A6M5, d'autres récents, comme le bombardier en piqué D4Y "Judy" ou le bombardier-torpilleur B6N "Jill", cependant certains bâtiments, notamment les porte-avions légers, étaient trop lents pour mettre en œuvre les "Judy".
Toutefois la puissance industrielle des États-Unis était telle que les forces navales américaines du Pacifique central (la “grande flotte bleue”) alignaient, pour leur part, dans leur principale Task Force, la TF 58 du vice-amiral Mitscher, sept porte-avions d'escadre, huit porte-avions légers, sept cuirassés modernes et seize grands croiseurs, et embarquant des appareils aussi performants, voire plus, que les plus récents appareils japonais, comme le chasseur Grumman F6F “Hellcat”.
Mais la supériorité américaine tenait surtout à la qualité de la formation du personnel de l'aviation embarquée, qui bénéficiait, depuis 1942-43, pour la formation à l'appontage et la formation des équipes de pont, de deux vapeurs d'excursion à roues à aubes, transformés en « porte-avions école », opérant dans les eaux protégées des Grands Lacs américains,, alors que les sorties d'entrainement japonaises en haute mer se faisaient sous la menace des sous-marins de l'U.S. Navy. Ainsi, après que la 1re flotte mobile japonaise eut gagné le mouillage de Tawi-Tawi, le vice-amiral Ozawa se vit contraint d'interdire, fin mai 1944, les sorties d'entrainement en haute mer, après que le Chitose eut échappé au naufrage, ayant été frappé de deux torpilles qui n'ont pas explosé.
La 1re flotte mobile était organisée en trois Forces, assez semblables aux Task Forces américaines, rassemblant porte-avions et grands navires porte-canons,

- une force “A”, commandée par le vice-amiral Ozawa personnellement, avec la 1re division de porte-avions, deux croiseurs lourds de la 5e division de croiseurs, (Myōkō et Haguro), un croiseur léger et six destroyers,
- une force “B”, commandée par le contre-amiral Joshima, avec la 2e division de porte-avions, le cuirassé Nagato et le croiseur lourd Mogami et dix destroyers,
- une force “C”, commandée par le vice-amiral Kurita, avec la 3e division de porte-avions, les 1re et 3e divisions de cuirassés (Yamato et Musashi, Kongō et Haruna), les quatre croiseurs lourds de la 4e division (la classe Takao), et les quatre de la 7e division de croiseurs (deux de la classe Mogami et les deux de la classe Tone), un croiseur léger et sept destroyers.

Le 10 juin, la 1re division de cuirassés, aux ordres du vice-amiral Ugaki appareille de Tawi-Tawi, pour aller renforcer la défense de l'île de Biak, attaquée par les forces du général Douglas MacArthur au nord-ouest de la Nouvelle-Guinée. Parvenue à Batjan, le 12, elle est rejointe par les deux croiseurs de la 5e division. Mais les bombardements américains ont commencé sur les îles Mariannes, ce qui a déclenché le Plan A-Go, et le vice-amiral Ugaki reçoit l'ordre de rallier la 1re flotte mobile, qui est en route pour se porter à l'ouest de Saipan, en mer des Philippines. La jonction a lieu le 17 juin.

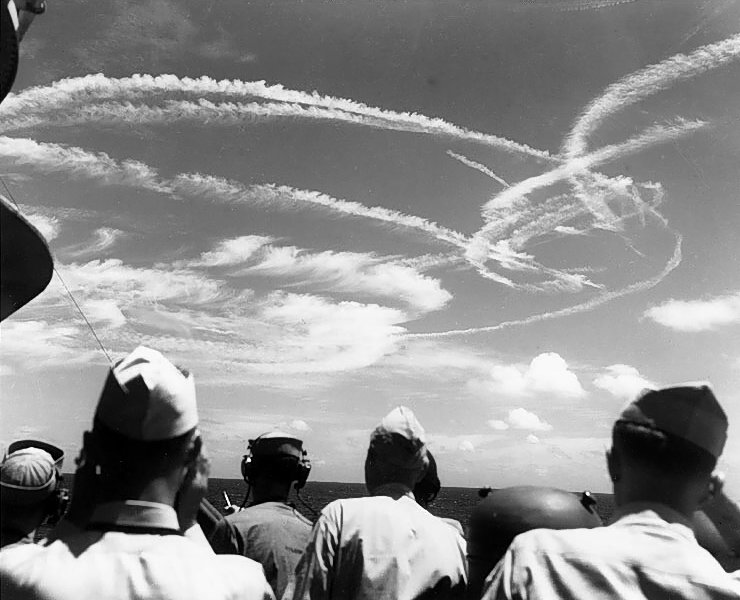
Le 19 juin 1944, la chasse embarquée américaine a constitué un écran très protecteur contre les assaillants japonais, vue prise de l'

L'idée de manœuvre japonaise est de rechercher une « bataille décisive », avec les forces américaines assurant la couverture éloignée d'un débarquement sur les îles Mariannes et en particulier sur Saipan, après que l'aviation japonaise basée à terre les aura affaiblies. Mais c'est l'aviation embarquée américaine qui a frappé la première, dès le 11 juin, les aérodromes de Rota, Saipan, Tinian et Guam dont 60 % des 250 avions sont détruits, puis le 14 juin, ceux d'Iwo Jima et de Chichi Jima. Faisant confiance à des informations exagérément optimistes reçues du vice-amiral Kakuta, commandant la 1re flotte aérienne, c'est-à-dire l'aviation navale basée à terre, le vice-amiral Ozawa avait bien l'intention de profiter du rayon d'action plus important de son aviation, et de l'avantage donné par les alizés soufflant de l'ouest, et il a lancé, le 18 juin, en avant-garde à 150 km vers l'est, la Force “C” du vice-amiral Kurita. La Flotte Mobile avait été signalée par des sous-marins américains et le 18 au soir, l'amiral Nimitz a pu la signaler à 560 km dans l'ouest-sud ouest de Saipan, mais l'amiral Spruance choisit d'attendre l'attaque japonaise, il déploie les cuirassés rapides pour constituer un écran de DCA à longue portée mais il n'autorise pas le vice-amiral Mitscher à se porter au devant de la Flotte Mobile, pour ne pas prendre le risque de se faire tourner, manœuvre qui eût fait courir le plus grand risque aux forces amphibies débarquant à Saipan,.
Le 19 juin au matin, une première vague d'attaque est lancée par la 3e division de porte-avions, sans coordination avec les autres forces, n'infligeant que des dégâts minimes à l'USS South Dakota, au prix d'une quarantaine d'appareils abattus par la DCA et la chasse embarquée américaines sur les quelque soixante-dix appareils qui y participent. Une seconde vague est lancée peu après par le gros des forces japonaises. Elle compte presque deux fois plus d'appareils, elle n'aura pas plus de résultats, mais, sur presque 130 avions engagés, près de cent seront abattus.

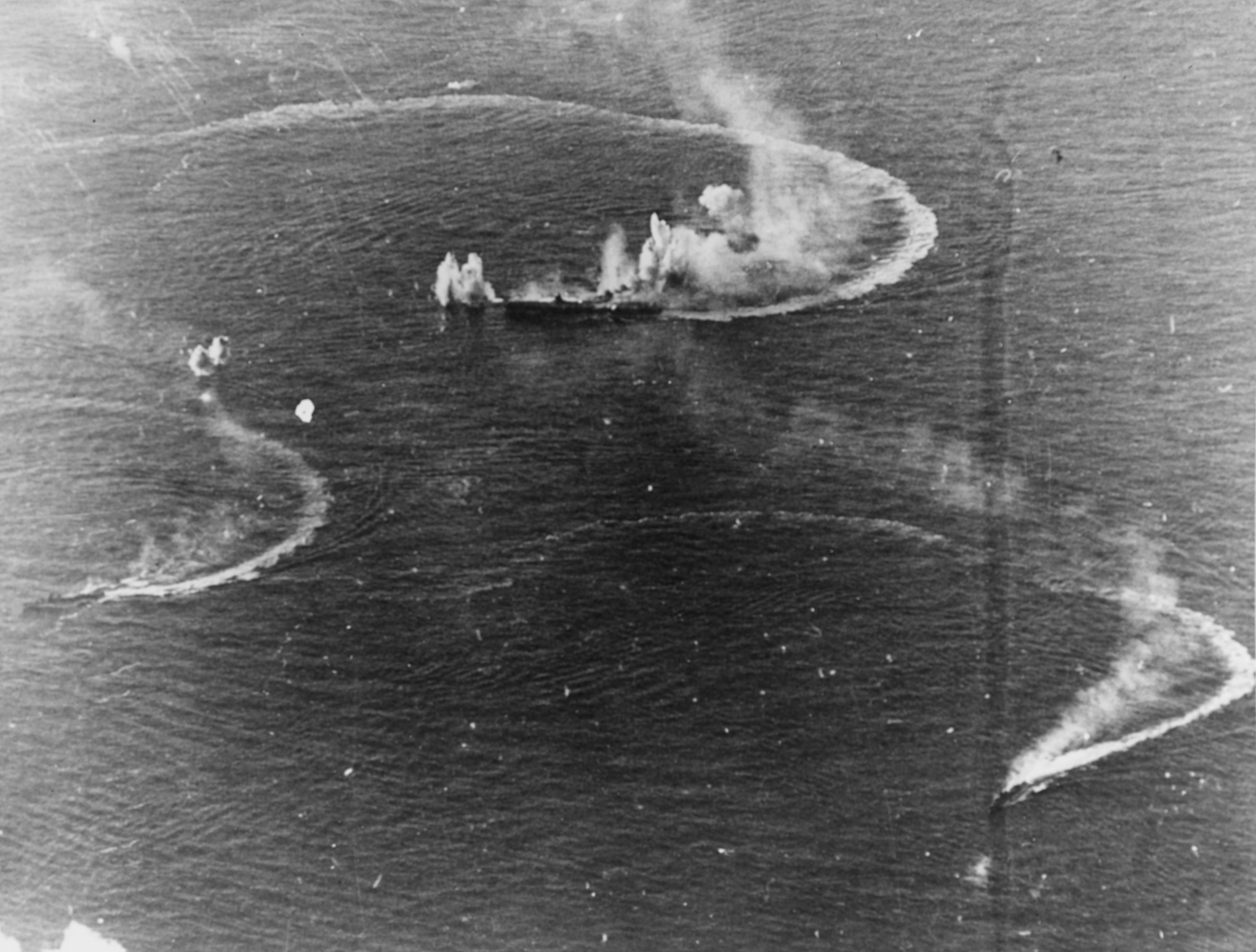
Le porte-avions japonais Zuikaku (au centre) et deux destroyers manœuvrent alors qu'ils sont attaqués par les avions de la TF 58, 20 juin 1944

Deux coups très durs vont alors être portés à la flotte mobile par deux sous-marins de la classe Gato, l'USS Albacore (SS-218) et l'USS Cavalla (SS-244), qui vont successivement torpiller, pour le premier, le navire amiral Taihō, contraignant le vice-amiral Ozawa à transférer sa marque sur le croiseur Haguro, et pour le second, le porte-avions Shokaku. Les deux porte-avions vont couler dans l'après-midi du 19 juin, malgré les efforts des équipes de sécurité, efforts contrariés par la volatilité du carburant d'aviation de mauvaise qualité que la Marine Impériale japonaise en était réduite à utiliser Deux autres vagues d'attaque aériennes vont cependant être encore lancées, toujours sans plus de résultats, toujours avec des pertes considérables, 90 % d'avions abattus pour les quelque 80 avions de la quatrième vague. En fin d'après-midi, la flotte mobile japonaise mit le cap au nord-ouest pour rejoindre ses pétroliers ravitailleurs, et la flotte américaine ne se lança pas à sa poursuite.
Le 20 juin, bien qu'un tiers seulement des 326 avions lancés à l'attaque soit revenu sur ses porte-avions, le vice-amiral Ozawa, qui avait transféré sa marque sur son dernier grand porte-avions, le Zuikaku, voulait croire les rapports excessivement optimistes de ses aviateurs sur les dégâts infligés aux porte-avions américains et pensait qu'un certain nombre de ses appareils avaient réussi à gagner Guam. Lorsqu'il eut connaissance d'un message intercepté indiquant que la flotte américaine ignorait où se trouvait la flotte japonaise, il crut devoir préparer le lancement d'une nouvelle vague d'attaque, mais vers 15 h 40, la flotte japonaise avait été repérée par des reconnaissances américaines à 220 nautiques dans le nord-ouest. À 16 h 20, le vice-amiral Mitscher décidait, malgré la distance à parcourir et l'heure avancée de l'après-midi, de lancer à l'attaque environ 180 avions, qui ont décollé un quart d'heure plus tard. Vers 18 h 15, le porte avions Hiyō et deux pétroliers étaient torpillés, le Hiyō a coulé deux heures plus tard, tandis que les porte-avions Zuikaku et Chiyoda étaient endommagés, et 40 avions abattus. Le vice-amiral Ozawa mit alors définitivement le cap sur Okinawa et le Japon, tandis qu'à la nuit faite, le retour des avions américains sur leurs porte-avions se fit dans une grande confusion et avec de nombreuses pertes matérielles,.
Le vice-amiral Ozawa a alors présenté sa démission, qui fut refusée.

#### Le Plan Sho-Go de défense des Philippines
La défaite japonaise en mer des Philippines rendait inévitable la perte des îles Marianne, qui mettait le cœur de l'empire du Japon à portée des bombardiers B-29 à long rayon d'action des U.S. Army Air Forces, ce qui a entrainé le départ du général Tōjō, comme Premier ministre, et son remplacement par le général Koiso, à la fin de la bataille de Saipan. Mais sur le plan militaire, le problème était celui de la préparation de la défense du territoire qui pouvait être la prochaine cible des Américains, avec quatre hypothèses, les Îles Ryūkyū, Hokkaidō, Honshū ou les Philippines. Dans le Plan Sho-Go, il s'agissait d'aller attaquer les forces de surface assurant la protection des débarquements, de les détruire, puis de s'attaquer aux navires se trouvant devant les plages. Le haut commandement japonais avait exclu du périmètre de la zone à défendre les Îles Palaos et les Carolines occidentales.
Pour ce qui est de l'organisation des forces navales, la perte du Hiyō et les piètres performances du Ryūhō ont conduit à retirer la 2e division de porte-avions des forces de première ligne, et à réunir le Zuikaku et la 3e division de porte-avions sous les ordres du vice-amiral Ozawa, dans un “corps principal”, dont faisait également partie une force d'attaque et de diversion no 2, constituée de la 5e flotte, aux ordres du vice-amiral Shima, comprenant principalement la 4e division de porte-avions (les cuirassés hybrides de porte-avions Ise et Hyuga), deux croiseurs lourds de la 5e division de croiseurs (Nachi et Ashigara) et un croiseur léger. En revanche, le Nagato et les autres croiseurs lourds de la 5e division de croiseurs (Myōkō et Haguro) étaient rattachés à la 2e flotte du vice-amiral Kurita, à laquelle fut également ajoutée, en août, la 2e division de cuirassés
(Fusō et Yamashiro), le tout constituant la force d'attaque de diversion no 1.
La force d'attaque et de diversion no 1 du vice-amiral Kurita a regagné en juillet le mouillage des îles Lingga, plus proche que le Japon des sources d'approvisionnement en carburant. Mais le “Ccrps principal” du vice-amiral Ozawa et la force d'attaque et de diversion no 2 du vice-amiral Shima sont restés basés au Japon, pour reconstituer les escadrilles des porte-avions et former de nouveaux pilotes, la prochaine grande offensive américaine étant prévue au plus tôt début novembre. Mais les choses se sont accélérées à la mi-septembre, et début octobre, les bombardements américains laissaient peu de doutes sur l'imminence de l'attaque américaine sur les Philippines. Le vice-amiral Ozawa a indiqué alors à l'amiral Toyoda, commandant en chef de la flotte combinée, l'impossibilité pour les équipages de ses porte-avions d'être prêts à temps pour assurer la couverture aérienne des navires du vice-amiral Kurita, et a proposé en conséquence de faire opérer les deux forces de façon autonome, ce qui a été accepté par le commandant en chef. Le vice-amiral Ozawa a également reçu l'ordre de transférer à Formose plus de la moitié de ses pilotes qui, sans avoir encore la capacité d'opérer sur porte-avions, avaient déjà celle d'opérer depuis des bases terrestres, et c'est ainsi que l'escadre des porte-avions japonais s'est vue assigner le rôle de leurre pour entrainer à sa poursuite les porte-avions rapides américains et permettre à l'escadre de sept cuirassés et de onze croiseurs lourds du vice-amiral Kurita d'atteindre plus facilement les plages de débarquement. D'ultimes ajustements ont encore été effectués : les deux cuirassés hybrides, Ise et Hyuga, mais sur lesquels il n'y eut aucun avion embarqué, ont finalement été rattachés à l'escadre du vice-amiral Ozawa, le vice- amiral Shima recevant l'ordre d'opérer en coordination avec le vice-amiral Kurita, mais en passant par le détroit de Surigao, soit par l'entrée sud du golfe de Leyte. Mais pour autant, il n'a pas pu se coordonner avec les forces que le vice-amiral Kurita entendait engager également dans le détroit de Surigao, aux ordres du vice-amiral Nishimura, les dernières dispositions ayant été fixées après que les deux escadres eurent quitté leurs bases respectives.

#### À la bataille du cap Engaño
Le “corps principal” du vice-amiral Ozawa, comprenant un grand porte-avions, qui portait sa marque, le Zuikaku, trois porte-avions légers, deux cuirassés hybrides de porte-avions ne portant pas d'avions, trois croiseurs légers et dix destroyers, a quitté la mer Intérieure, le 20 octobre 1944, vers midi, alors que les débarquements américains avaient déjà commencé sur l'île de Leyte, et que le vice-amiral Kurita avait déjà quitté le mouillage de Lingga depuis deux jours et atteint Brunei à Bornéo. Le vice-amiral Ozawa était parfaitement conscient que son escadre, avec au total une centaine d'appareils, soit à peine plus que la dotation d'un seul des huit porte-avions d'escadre américains, n'était pas en situation d'affronter les porte-avions de l'amiral Halsey mais qu'il devait s'efforcer d'attirer ces derniers le plus loin possible du détroit de San-Bernardino, qu'allait emprunter la Force du vice-amiral Kurita, pour déboucher en mer des Philippines, et cela au prix, s'il le fallait, de la destruction totale de ses propres porte-avions.
Le vice-amiral Ozawa a donc conduit ses bâtiments au nord de Luçon, dont l'extrémité nord-est est le cap Engaño. Il n'a, dans un premier temps, pas été repéré par les forces américaines, alors qu'il avait volontairement rompu, le 23 octobre, le silence radio. Il se trouvait, dans la matinée du 24 octobre, à une centaine de nautiques du Task Group 38.3 du contre-amiral Sherman, au moment où le porte-avions léger USS Princeton a été désemparé par une attaque aérienne de l'aviation japonaise basée à terre. Il a lancé, dans la matinée, 76 avions à l'attaque, sans résultats, mais significativement, les pilotes avaient ordre d'aller ensuite se poser sur les aérodromes de Luçon, tant le commandement japonais était persuadé que les porte-avions seraient finalement coulés. Il n'eut connaissance des péripéties de la bataille qui se déroulait dans la mer de Sibuyan que par le message du vice-amiral Kurita annonçant vers 16 h 30, qu'il faisait demi-tour. Il en a conclu qu'il avait échoué dans sa mission et a songé à se replier. Pour se conformer à l'injonction de l'amiral Toyoda adressée au vice-amiral Kurita « Confiante en l'aide de Dieu, la force entière attaquera », il mit donc cap au sud avec les porte-avions pour rechercher les forces américaines et dépêcha en avant les deux cuirassés hybrides aux ordres du contre-amiral Matsuda C'est alors que les reconnaissances américaines l'ont enfin repéré, et l'amiral Halsey décida de faire face à ce qui lui paraissait « une nouvelle et puissante menace », avec l'ensemble de la Task Force 38. Il a commandé à ses trois Task Groups se trouvant sur zone de se concentrer pour aller attaquer les porte-avions japonais, et a mis cap au nord.
Dans la nuit, averti que la force du vice-amiral Kurita avait été repérée entrant dans le détroit de San-Bernardino, l'amiral Halsey ne s'en inquiéta pas, convaincu que ce n'était qu'une nouvelle manifestation de l'obstination japonaise à exécuter les ordres « à la Guadalcanal », et persuadé que cette force avait été amoindrie et ne représentait plus réellement une menace, il concentra sur son avant ses six cuirassés rapides, trois croiseurs lourds et cinq grands croiseurs légers, pour achever, le moment venu, les porte-avions du vice-amiral Ozawa. De son côté, au lever du jour, le 25 octobre, le vice-amiral Ozawa, qui avait reconcentré ses forces, marchait cap au nord, pour attirer les forces américaines toujours plus loin.

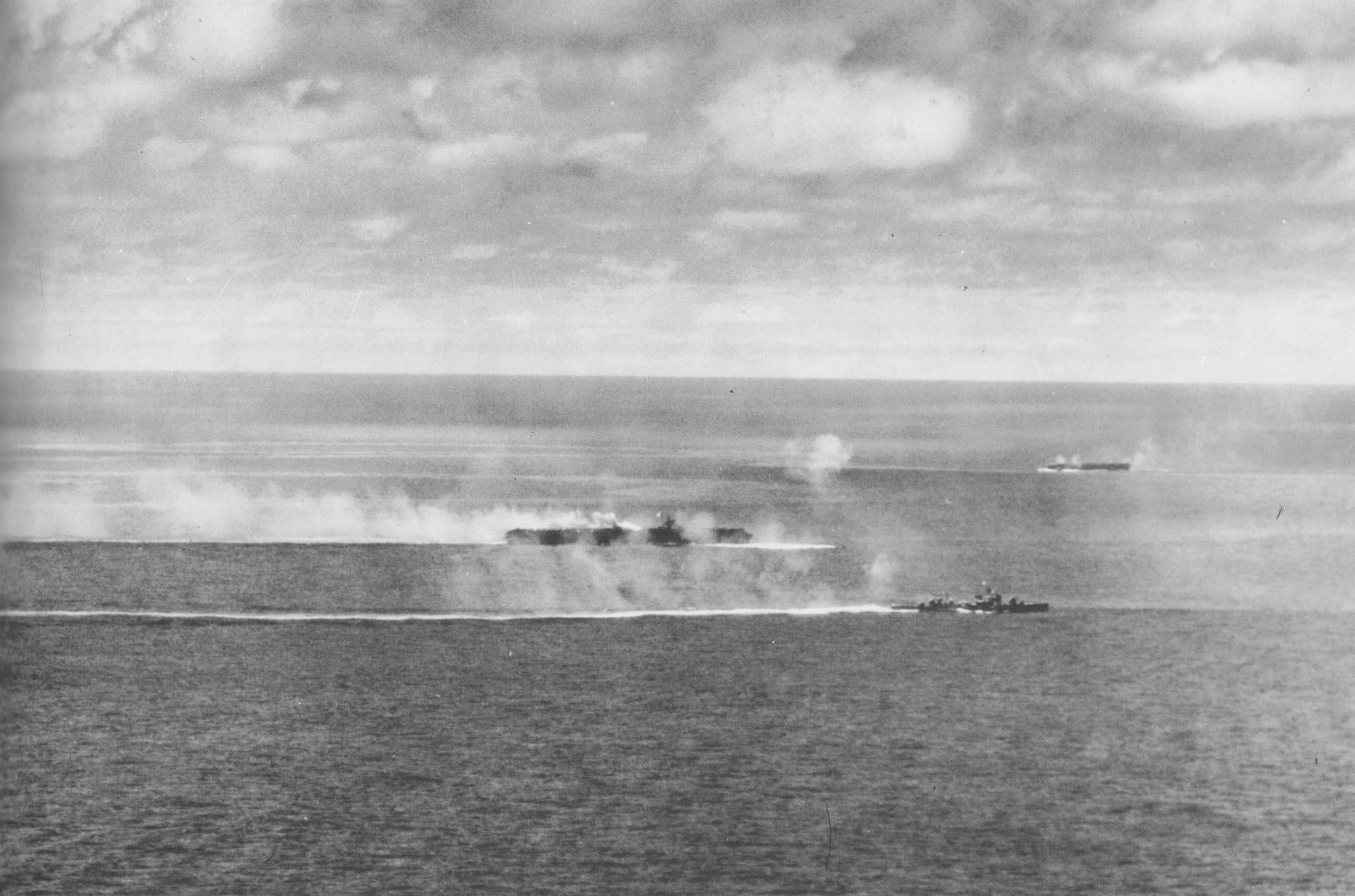
Le porte-avions Zuikaku, auparavant navire-amiral du vice-amiral Ozawa, au début de l'après-midi du 25 octobre 1944, à la bataille du cap Engaño

En l'air dès 6 h 30, les 180 appareils de la première vague américaine ont dû attendre en vol, pendant une heure et demie, que la flotte japonaise soit précisément localisée. Les officiers de renseignement américains estimaient qu'elle était dans le nord des porte-avions de la Task Force 38, entre 45 et 85 nautiques, or elle était au nord-est à 140 nautiques. L'attaque n'eut donc lieu que vers 8 h 40. La seconde surprise des aviateurs américains fut de trouver les porte-avions japonais sans avions sur les ponts d'envol, et pratiquement sans couverture de chasse. Cependant la défense contre-avions fut précise et intense, utilisant notamment des shrapnels incendiaires tirés par l'artillerie principale des cuirassés hybrides. À la suite de cette attaque, les deux porte-avions de la classe Chitose se retrouvèrent désemparés, et le Chitose a coulé vers 9 h 30, le Chiyoda restant immobilisé. Le Zuikaku, quant à lui, reçut des dommages qui n'étaient pas irrémédiables, mais les dégâts infligés au système de transmission du navire amiral n'ont pas permis au vice-amiral Ozawa de faire savoir, tant au vice-amiral Kurita qu'à l'amiral Toyoda, que la mission assignée à l'escadre des porte-avions par le plan Sho-Go avait été remplie, la Task Force 38 étant au contact des porte-avions japonais et se trouvant au nord de Luçon, donc à 200 nautiques du détroit de San-Bernardino. Cette faiblesse de ses transmissions a conduit le vice-amiral Ozawa, vers 9 h 30, à transférer son pavillon sur le croiseur Ōyodo qui disposait précisément d'installations de radio puissantes conçues pour répondre aux besoins d'un état-major d'amiral commandant une flotte,.
Vers 8 h 30, lorsqu'il avait eu connaissance des résultats de cette première attaque, l'amiral Halsey a ordonné au vice-amiral "Ching" Lee, commandant les cuirassés rapides, de se diriger à 25 nœuds vers les navires japonais avariés pour les achever au canon. Mais le commandant de la IIIe flotte commençait à recevoir des messages très alarmistes du vice-amiral Kinkaid, commandant la VIIe flotte, au sujet du combat qui se déroulait au large de Samar entre les cuirassés et les croiseurs lourds du vice-amiral Kurita et des porte-avions d'escorte de la VIIe flotte. Il a donc demandé au vice-amiral MacCain, qui commandait son plus puissant Task Group, le TG 38.1, mais avait été envoyé vers l'atoll d'Ulithi pour se réapprovisionner en armes et en carburant, de lancer, aussitôt que possible, une attaque contre la force du vice-amiral Kurita. Mais il a continué d'avancer vers le nord, avec son navire amiral, l'USS New Jersey, les cuirassés modernes, aux ordres du vice-amiral Lee et les grands croiseurs, constitués en Task Force 34. Vers 10 h, peu avant que le vice-amiral Mitscher ait lancé une deuxième attaque, l'amiral Halsey, qui avait déjà reçu cinq appels désespérés du vice-amiral Kinkaid, reçut cette fois un message de l'amiral Nimitz qui demandait, de Pearl Harbour, « Où est la Task Force 34? », ce qu'il ressentit comme une critique. Et à 11 h 15, alors que les navires japonais immobilisés n'étaient plus qu'à 40 nautiques, il a ordonné aux cuirassés rapides de mettre cap au sud, pour tenter d'intercepter le vice-amiral Kurita. Pendant ce temps, le vice-amiral Ozawa continuait, cap au nord, avec ses navires les moins endommagés.

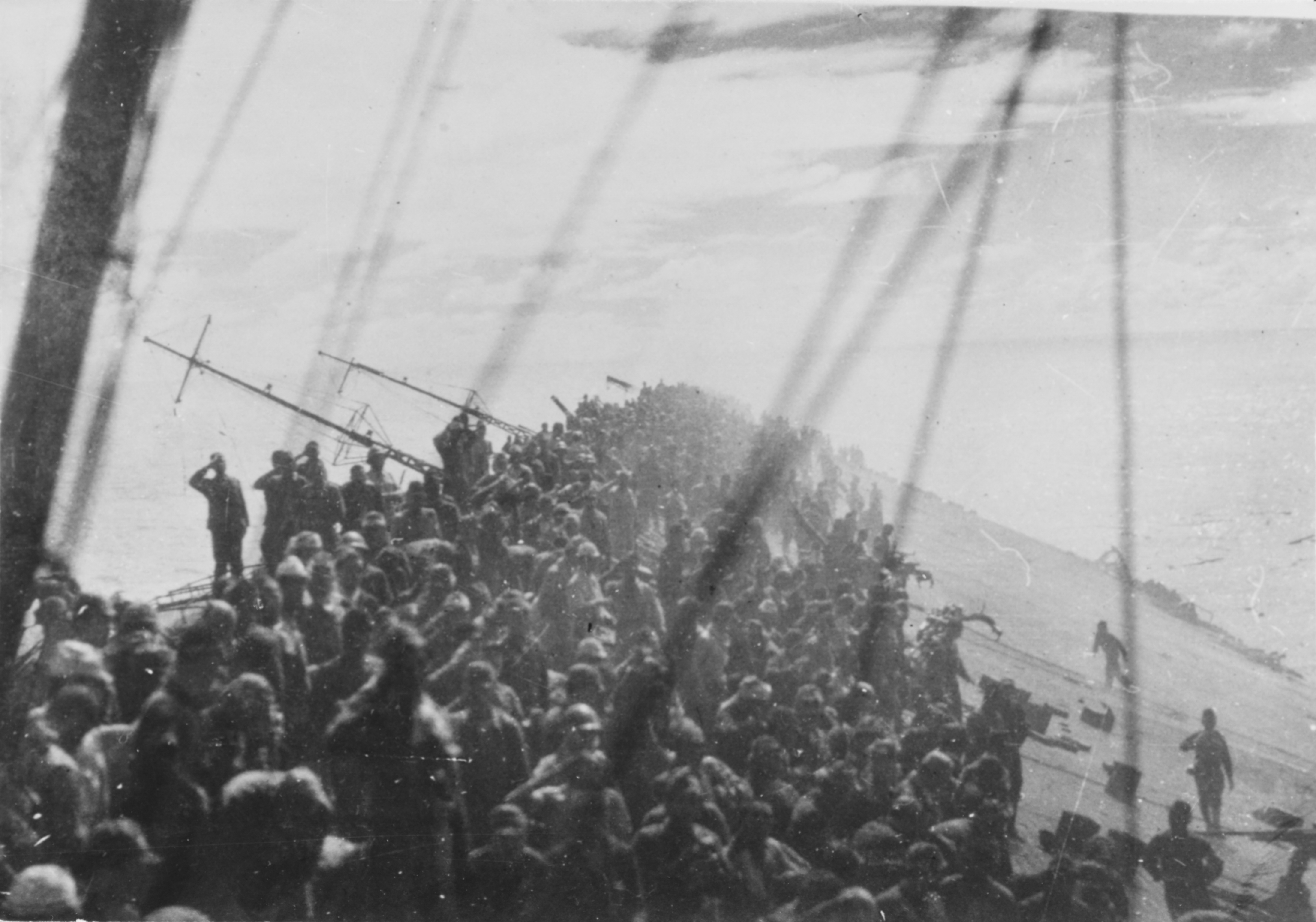
L'équipage du Zuikaku salue le pavillon avant d'abandonner le porte-avions dans l'après midi du 25 octobre

L'amiral Halsey parti vers le sud avec les cuirassés rapides, trois grands croiseurs légers et le Task Group 38.2, la mission d'en finir avec le vice-amiral Ozawa incombait au vice-amiral Mitscher, avec les deux Task Groups qui lui restait. Il a donc dans l'après midi lancé deux nouvelles attaques. La première, vers 13 h 30, est venue à bout du Zuikaku, touché par des bombes perforantes d'une demi tonne de douze bombardiers de l'USS Lexington et de neuf “Helldivers” de l'USS Essex. Dernier porte-avions japonais présent à Pearl Harbor, le Zuikaku a coulé vers 14 h 30. Vers 15 h, le Zuiho qui, bien qu'avarié, était resté manœuvrant, a été coulé à son tour,.
Restait le Chiyoda, immobilisé depuis le matin, mais flottant toujours. Le commandant de la Task Force 38 va alors constituer un Task Group 30.3 dont il confie le commandement au contre-amiral DuBose, avec deux croiseurs lourds et deux grands croiseurs légers qui avaient été remis à sa disposition par l'amiral Halsey, car ils faisaient partie des TG 38.3 et TG 38.4. Sa mission aura été la même que celle de la Task Force 34, précédemment, à cette différence près que le vice-amiral Ozawa disposait encore de deux cuirassés armés chacun de huit canons de 14 pouces (356 mm), alors que le vice-amiral Mitscher ne disposait plus d'aucun cuirassé. Averti qu'il n'y avait aucun cuirassé aux alentours du Chiyoda, le Task Group 30.3 est allé le canonner. Son équipage qui ne l'avait pas abandonné a riposté. Le porte-avions léger japonais, en flammes, a coulé vers 16 h 30. Une dernière attaque aérienne, après 17 h, contre les Ise et Hyuga, ne leur a infligé que de légers dommages. Les croiseurs américains ont ensuite attaqué plusieurs petits bâtiments japonais avariés. Vers 19 h 30, pensant avoir en face de lui deux cuirassés, le vice-amiral Ozawa a décidé de faire demi-tour et a marché avec ses deux cuirassés à la rencontre des bâtiments américains. Mais la nuit étant tombée, et ses destroyers commençant à être à court de mazout, le contre-amiral DuBose a fait demi-tour vers 21 h 50. Ne rencontrant personne, l'amiral japonais a remis cap au nord, vers le Japon.
On a rapporté qu'ayant envisagé de se suicider après la défaite, le vice-amiral Ozawa en avait été dissuadé par un camarade officier, qui lui avait fait valoir que de tous les amiraux japonais commandant à la mer pendant la bataille du golfe de Leyte, il était le seul à avoir exécuté la mission qui lui avait été assignée.
Le 15 novembre 1944, la flotte mobile et la 3e flotte ont été dissoutes. Le vice-amiral Ozawa a été nommé vice-chef d'état-major général de la Marine, directeur de l'École de guerre navale. Lorsque le 29 mai 1945, l'amiral Toyoda a succédé à l'amiral Oikawa, démissionnaire, comme chef d'état-major général de la Marine Impériale japonaise, le vice-amiral Ozawa lui a succédé comme commandant en chef de la flotte combinée et commandant en chef de la Marine. Il a refusé une promotion au grade d'amiral et est resté vice-amiral jusqu'à la dissolution finale de la Marine Impériale japonaise. D'après les officiers américains qui l'ont interrogé après la guerre, Jisaburō Ozawa avait un esprit acéré et était bien informé. Il avait, par ailleurs, la réputation d'être à la fois courageux et compatissant envers ses hommes.
Il décède en 1966 à l'âge de 80 ans.